# گروه کیستلر
گروه کیستلر (انگلیسی: Kistler Group) شرکت فناوری اطلاعات سوئیسی است، که در سال ۱۹۵۹ توسط والتر کیستلر تأسیس شد.